# Bouvieraxius longipes
Bouvieraxius longipes är en kräftdjursart som först beskrevs av Eugène Louis Bouvier 1905.  Bouvieraxius longipes ingår i släktet Bouvieraxius och familjen Axiidae. Inga underarter finns listade i Catalogue of Life.